# Abbazia Pisani
Abbazia Pisani is een plaats (frazione) in de Italiaanse gemeente Villa del Conte.